# KOZ Entertainment
KOZ Entertainment (en coreano: 케이오지 엔터테인먼트) es una empresa de entretenimiento surcoreana fundada en enero de 2019 luego de que el rapero y productor Zico no extendiera su contrato con Seven Seasons. KOZ es una abreviatura de 'King Of the Zungle', y Zico anunció que trabajaría duro para descubrir nuevos talentos en KOZ Entertainment, que él mismo fundó. Fue adquirida por HYBE el 18 de noviembre del 2020.

## Historia
El 11 de enero de 2019, Zico anunció oficialmente el establecimiento de KOZ Entertainment en su cuenta de Instagram personal, y se convirtió en el primer artista de la compañía.
El 16 de diciembre de 2019, su cantante Dvwn debutó oficialmente, lanzó un álbum solista y su primer sencillo.
El 18 de noviembre de 2020, fue adquirida oficialmente por HYBE y se convirtió en una subsidiaria de esta compañía.

## Artistas
- ZICO
- KARA
- BOYNEXTDOOR